# Schulhaus Treseburg

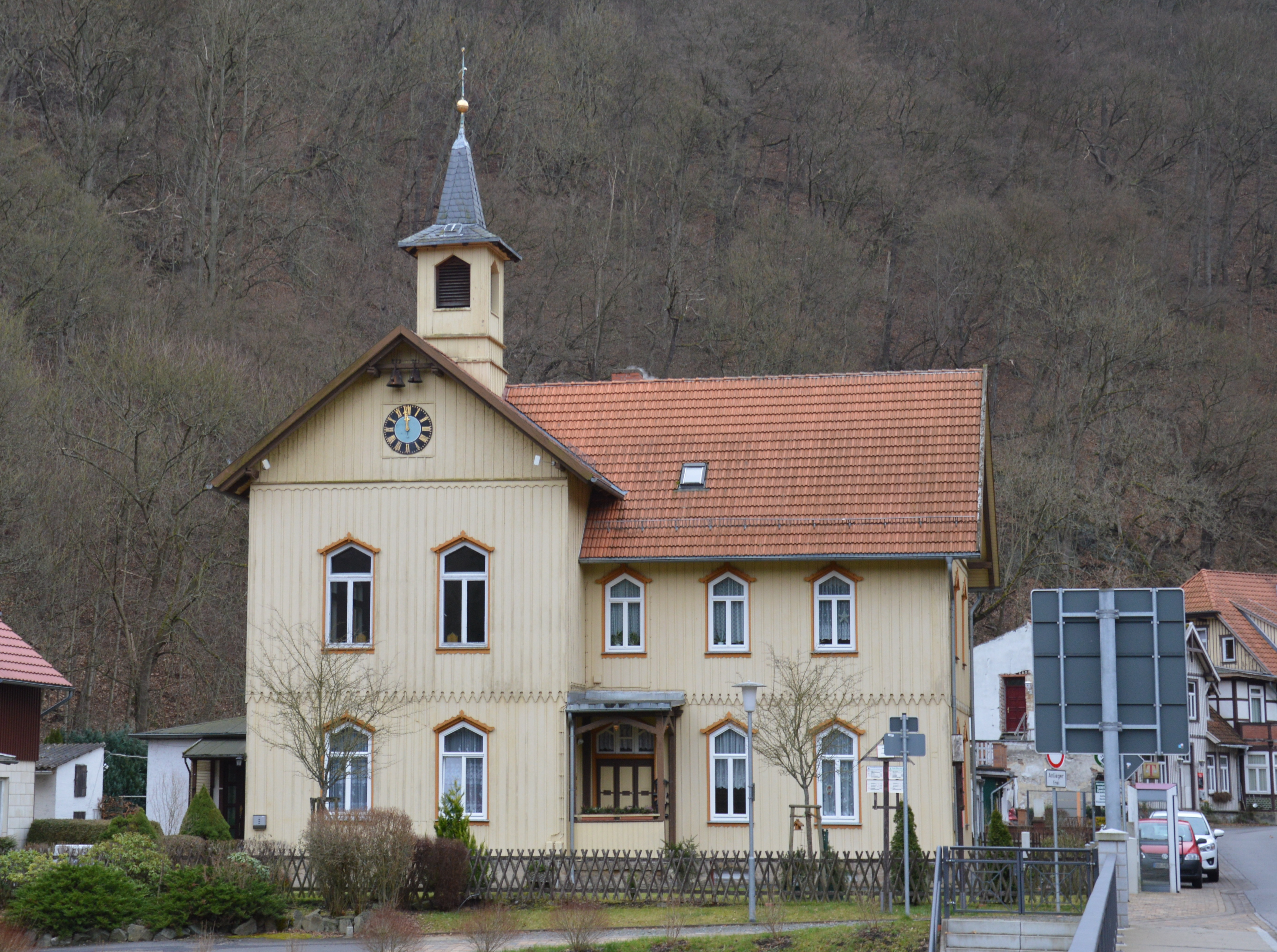
Ehemaliges Schulhaus in Treseburg

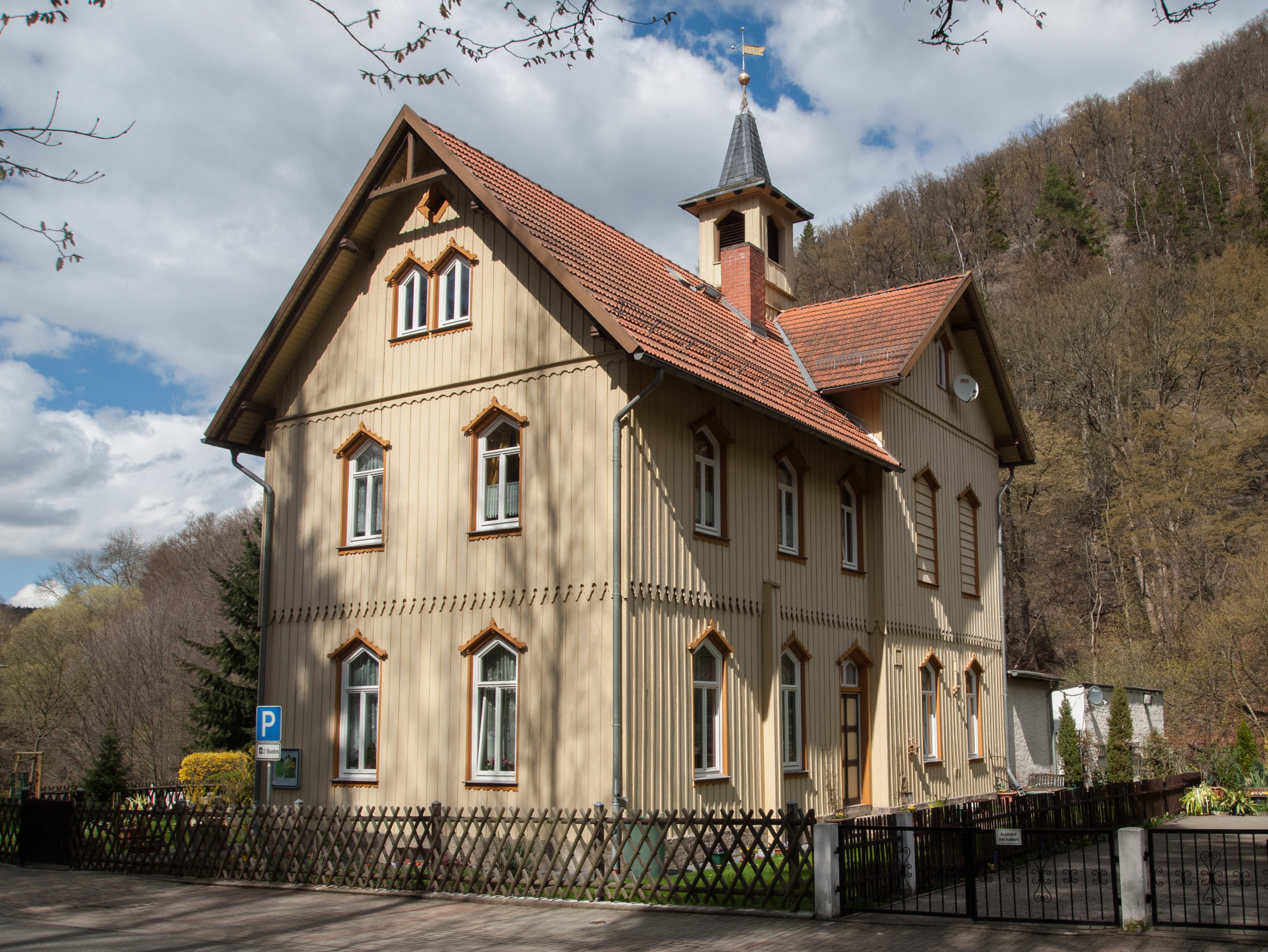
Blick von Südosten

Das Schulhaus Treseburg ist ein denkmalgeschütztes Schulgebäude mit Kapelle im zur Stadt Thale gehörenden Dorf Treseburg im Harz in Sachsen-Anhalt.

## Lage
Das Gebäude befindet sich im südlichen Teil Treseburgs an der Adresse Ortsstraße 25 unweit des Ufers der Bode.

## Architektur und Geschichte
Das zweigeschossige Schulhaus wurde im Jahr 1877 in Fachwerkbauweise errichtet. Neben der Funktion als Schule wurde auch ein Betsaal im Gebäude angeordnet. Die Kapelle entstand im Obergeschoss des nördlichen Querflügels und wird von einer flachen Holzdecke überspannt. Für den Gottesdienstraum lieferte Holzbildhauer Gustav Kuntzsch, Wernigerode, das Altarkreuz. Im Jahr 1998 wurde die Kapelle restauriert und dabei auch die ursprüngliche, vermutlich vom Maler Adolf Quensen geschaffene Ausmalung, wieder hergestellt. Die Ausstattung ist in weiten Teilen noch bauzeitlich. In der Kapelle befindet sich eine von der Hannoveraner Firma Furtwängler & Hammer hergestellte Orgel. Auf dem Gebäude befindet sich ein kleiner Turmaufsatz.
Die Schule wurde im Jahr 1956 geschlossen. Im Haus ist heute neben der als Kirche genutzten Kapelle das Heimatmuseum Chronikstube, Wohnräume und eine Arztpraxis untergebracht.
Im örtlichen Denkmalverzeichnis ist die Schule unter der Erfassungsnummer 094 25279 als Baudenkmal verzeichnet.